# Эквиаффинная геометрия
Эквиаффи́нная, или унимодуля́рная, геоме́трия (от глат. unus — один и модуль), — геометрия аффинной унимодулярной группы преобразований. Важнейший факт — сохранение площадей и объёмов фигур.
Аналитическое представление аффинной группы на плоскости в неоднородных координатах, имеющее вид
{\displaystyle x^{\prime }=a_{1}x+b_{1}y+c_{1}},
{\displaystyle y^{\prime }=a_{2}x+b_{2}y+c_{2}},
есть представление также и унимодулярной аффинной группы, если определитель его матрицы равен {\displaystyle \pm 1}:
{\displaystyle {\begin{vmatrix}a_{1}&b_{1}\\a_{2}&b_{2}\end{vmatrix}}=\pm 1}.
Поскольку аффинная унимодулярная группа есть подгруппа общей аффинной группы, множество всех объектов эквиаффинной геометрии включает в себя множество всех объектов общей аффинной геометрии. При этом эквиаффинная геометрия имеет объекты, которых нет в общей аффинной геометрии, так как множество инвариантов общей аффинной группы есть подмножество инвариантов аффинной унимодулярной группы.
Площадь треугольника с произвольными вершинами {\displaystyle M_{1}(x_{1},y_{1}),} {\displaystyle M_{2}(x_{2},y_{2})} и {\displaystyle M_{3}(x_{3},y_{3})} — абсолютная величина {\displaystyle \left|{\frac {1}{2}}\Delta \right|,} где определитель
{\displaystyle \Delta ={\begin{vmatrix}1&1&1\\x_{1}&x_{2}&x_{3}\\y_{1}&y_{2}&y_{3}\end{vmatrix}}.}
Имеет место следующее утверждение:
- площадь треугольника с тремя любыми вершинами на аффинной плоскости есть инвариант трёх точек унимодулярной аффинной группы.

Пусть аффинное унимодулярное преобразование отображает три любые точки аффинной плоскости {\displaystyle M_{1}(x_{1},y_{1}),} {\displaystyle M_{2}(x_{2},y_{2})} и {\displaystyle M_{3}(x_{3},y_{3})} в три точки соответственно {\displaystyle M_{1}^{\prime }(x_{1}^{\prime },y_{1}^{\prime }),} {\displaystyle M_{2}^{\prime }(x_{2}^{\prime },y_{2}^{\prime })} и {\displaystyle M_{3}^{\prime }(x_{3}^{\prime },y_{3}^{\prime })}. Прямым вычислением, используя свойства определителя, перепишем определитель:
{\displaystyle \Delta ^{\prime }={\begin{vmatrix}1&1&1\\x_{1}^{\prime }&x_{2}^{\prime }&x_{3}^{\prime }\\y_{1}^{\prime }&y_{2}^{\prime }&y_{3}^{\prime }\end{vmatrix}}=}

{\displaystyle ={\begin{vmatrix}1&1&1\\a_{1}x_{1}+b_{1}y_{1}+c_{1}&a_{1}x_{2}+b_{1}y_{2}+c_{1}&a_{1}x_{3}+b_{1}y_{3}+c_{1}\\a_{2}x_{1}+b_{2}y_{1}+c_{2}&a_{2}x_{2}+b_{2}y_{2}+c_{2}&a_{2}x_{3}+b_{2}y_{3}+c_{2}\end{vmatrix}}=}

{\displaystyle ={\begin{vmatrix}1&1&1\\c_{1}&c_{1}&c_{1}\\a_{2}x_{1}+b_{2}y_{1}+c_{2}&a_{2}x_{2}+b_{2}y_{2}+c_{2}&a_{2}x_{3}+b_{2}y_{3}+c_{2}\end{vmatrix}}+}
{\displaystyle {}+{\begin{vmatrix}1&1&1\\a_{1}x_{1}+b_{1}y_{1}&a_{1}x_{2}+b_{1}y_{2}&a_{1}x_{3}+b_{1}y_{3}\\a_{2}x_{1}+b_{2}y_{1}+c_{2}&a_{2}x_{2}+b_{2}y_{2}+c_{2}&a_{2}x_{3}+b_{2}y_{3}+c_{2}\end{vmatrix}}=}

{\displaystyle ={\begin{vmatrix}1&1&1\\a_{1}x_{1}+b_{1}y_{1}&a_{1}x_{2}+b_{1}y_{2}&a_{1}x_{3}+b_{1}y_{3}\\a_{2}x_{1}+b_{2}y_{1}+c_{2}&a_{2}x_{2}+b_{2}y_{2}+c_{2}&a_{2}x_{3}+b_{2}y_{3}+c_{2}\end{vmatrix}}=}

{\displaystyle ={\begin{vmatrix}1&1&1\\a_{1}x_{1}+b_{1}y_{1}&a_{1}x_{2}+b_{1}y_{2}&a_{1}x_{3}+b_{1}y_{3}\\a_{2}x_{1}+b_{2}y_{1}&a_{2}x_{2}+b_{2}y_{2}&a_{2}x_{3}+b_{2}y_{3}\end{vmatrix}}=}

{\displaystyle =a_{1}{\begin{vmatrix}1&1&1\\x_{1}&x_{2}&x_{3}\\a_{2}x_{1}+b_{2}y_{1}&a_{2}x_{2}+b_{2}y_{2}&a_{2}x_{3}+b_{2}y_{3}\end{vmatrix}}+{}}

{\displaystyle {}+b_{1}{\begin{vmatrix}1&1&1\\y_{1}&y_{2}&y_{3}\\a_{2}x_{1}+b_{2}y_{1}&a_{2}x_{2}+b_{2}y_{2}&a_{2}x_{3}+b_{2}y_{3}\end{vmatrix}}=}

{\displaystyle =a_{1}a_{2}{\begin{vmatrix}1&1&1\\x_{1}&x_{2}&x_{3}\\x_{1}&x_{2}&x_{3}\end{vmatrix}}+a_{1}b_{2}{\begin{vmatrix}1&1&1\\x_{1}&x_{2}&x_{3}\\y_{1}&y_{2}&y_{3}\end{vmatrix}}+{}}

{\displaystyle {}+b_{1}{\begin{vmatrix}1&1&1\\y_{1}&y_{2}&y_{3}\\a_{2}x_{1}+b_{2}y_{1}&a_{2}x_{2}+b_{2}y_{2}&a_{2}x_{3}+b_{2}y_{3}\end{vmatrix}}=}

{\displaystyle =a_{1}b_{2}{\begin{vmatrix}1&1&1\\x_{1}&x_{2}&x_{3}\\y_{1}&y_{2}&y_{3}\end{vmatrix}}+{}}

{\displaystyle {}+b_{1}{\begin{vmatrix}1&1&1\\y_{1}&y_{2}&y_{3}\\a_{2}x_{1}+b_{2}y_{1}&a_{2}x_{2}+b_{2}y_{2}&a_{2}x_{3}+b_{2}y_{3}\end{vmatrix}}=}

{\displaystyle =a_{1}b_{2}{\begin{vmatrix}1&1&1\\x_{1}&x_{2}&x_{3}\\y_{1}&y_{2}&y_{3}\end{vmatrix}}+a_{2}b_{1}{\begin{vmatrix}1&1&1\\y_{1}&y_{2}&y_{3}\\x_{1}&x_{2}&x_{3}\end{vmatrix}}=}

{\displaystyle =a_{1}b_{2}{\begin{vmatrix}1&1&1\\x_{1}&x_{2}&x_{3}\\y_{1}&y_{2}&y_{3}\end{vmatrix}}-a_{2}b_{1}{\begin{vmatrix}1&1&1\\x_{1}&x_{2}&x_{3}\\y_{1}&y_{2}&y_{3}\end{vmatrix}}=}

{\displaystyle ={\begin{vmatrix}a_{1}&b_{1}\\a_{2}&b_{2}\end{vmatrix}}{\begin{vmatrix}1&1&1\\x_{1}&x_{2}&x_{3}\\y_{1}&y_{2}&y_{3}\end{vmatrix}}=}

{\displaystyle =\pm {\begin{vmatrix}1&1&1\\x_{1}&x_{2}&x_{3}\\y_{1}&y_{2}&y_{3}\end{vmatrix}}=\pm \Delta .}

Итак, {\displaystyle \Delta ^{\prime }=\pm \Delta }, то есть абсолютная величина определителя {\displaystyle \Delta } матрицы {\displaystyle 3\times 3} — инвариант трёх произвольных точек {\displaystyle M_{1}(x_{1},y_{1}),} {\displaystyle M_{2}(x_{2},y_{2})} и {\displaystyle M_{3}(x_{3},y_{3})} унимодулярной аффинной группы.
Отсюда в эквиаффинной геометрии можно определить следующие площади:
- площадь многоугольника равна сумме площадей треугольников, на которые он разбит;
- площадь криволинейной фигуры равна пределу последовательности площадей многоугольников, сходящихся к фигуре.